# Aimophila sumichrasti
Aimophila sumichrasti é uma espécie de ave da família Emberizidae.
É endémica do México.
Os seus habitats naturais são: florestas secas tropicais ou subtropicais e matagal árido tropical ou subtropical.
Está ameaçada por perda de habitat.